# Řád nezávislosti (Egypt)
Řád nezávislosti bylo státní vyznamenání Egyptské republiky. Založen byl roku 1955.

## Historie a pravidla udílení
Řád byl založen roku 1955 za účelem ocenění občanů, kteří se zúčastnili revoluce v červenci 1952. Naposledy byl řád udělen v roce 1965.

## Insignie
Řádový odznak má tvar pěticípé červeně smaltované hvězdy se zlatým zdobením. Mezi cípy základní hvězdy je umístěna menší stříbrná hvězda s cípy ve tvaru pětiúhelníků. Uprostřed je velký kulatý medailon. Při obvodu je tenký bíle smaltovaný lem zdobený zlatými kuličkami. Následuje druhý úzký kruh pokrytý tmavě modrým smaltem a opět zdobený zlatými kuličkami. Mezi tímto kruhem a středovým tmavě modře smaltovaným středem medailonu se zlatým nápisem v arabském písmu leží široký zlatý kruh. Ke stuze je odznak připojen pomocí přechodového prvku ve tvaru šestihranného modře smaltovaného štítu se zlatým orlem.
Řádová hvězda se svým provedením podobá řádovému odznaku.
Stuha řádu je červená s tenkými pruhy bílé a černé barvy na obou okrajích.

## Třídy
Řád byl udílen ve třech třídách:
- I. třída – Řádový odznak se nosil na široké stuze spadající z ramene na protilehlý bok. Řádová hvězda se nosila nalevo na hrudi.
- II. třída – Řádový odznak se nosil na stuze kolem krku.
- III. třída – Řádový odznak se nosil zavěšený na stužce nalevo na hrudi.